# Côte de Bakutis
La côte de Bakutis est une région côtière de la terre Marie Byrd, en Antarctique occidental, donnant sur la mer d'Amundsen, et séparée de la côte de Hobbs à l'ouest par le point côtier faisant face à l'île Dean et de la côte de Walgreen à l'est par le cap Herlacher. Plusieurs grandes îles couvertes de glace font face à cette côte, qui est bordée par la barrière de Getz.
La côte de Bakutis a été aperçue par les membres de l’US Antarctic Service (USAS) lors de l'expédition de 1939-1941 et a été cartographiée en partie par les photos aériennes prises lors de l'opération Highjump de l'US Navy en 1946-1947, expéditions menées par l'amiral Byrd. L'USGS cartographia complètement la côte par des relevés au sol et par des photos aériennes de l'US Navy entre 1959 et 1966.
La côte de Bakutis a été nommée ainsi par l'Advisory Committee on Antarctic Names, comité américain pour le nommage en Antarctique, en l'honneur de l'amiral Bakutis, commandant des forces de soutien naval en Antarctique de 1965 à 1967.